# Intrinsieke waardetheorie
Een intrinsieke waardetheorie is in de economie een waardetheorie, die beweert dat de waarde van een object, een goed of een dienst intrinsiek is of deel uitmaakt van dit het object zelf. De meeste van de intrinsieke waardetheorieën kijken naar het productieproces van een object en de kosten, die daarmee gepaard gaan, als een maat van de intrinsieke waarde van dit object.